# قاصدک (فیلم ۱۳۷۵)
قاصدک فیلمی به کارگردانی قاسم جعفری و نویسندگی سید رحیم حسینی محصول سال ۱۳۷۵ است.

## داستان
یزدان، رزمنده اسیری که ترکشی در مغز دارد، هنگام فرار تیر می‌خورد و پایش آسیب می‌بیند. پروانه که به یزدان علاقه‌مند بوده، به گمان مفقودالاثر بودن او و با اصرار والدینش، با جوان متمولی به نام فرهاد قرار ازدواج می‌گذارد. اصرار والدین پروانه به دلیل بیماری قلبی سخت و به ظاهر درمان نشدنی دخترشان است، که با کمک‌های مالی فرهاد احتمال بهبود بیشتری خواهد داشت. یزدان که پدر و مادرش را در جنگ از دست داده و زمان دانشجویی در دانشکده هنر در تهران نزد عمه اش ساکن بوده، بعد از بهبود حالش در بیمارستان با عمه اش تماس می‌گیرد و به خانه او می‌آید. او که دریافته است پروانه در آستانه ازدواج با فرهاد است، نمی‌خواهد پروانه را ببیند و پروان که علاقه ای در خود به فرهاد حس نمی‌کند، از پدرش می‌خواهد از ازدواج آن دو جلوگیری کند. پروانه ماجرای بیماری خود را که منجر به عقیم شدنش می‌شود برای فرهاد تشریح می‌کند؛ اما فرهاد همچنان مایل به ازدواج با اوست. فرهاد پس از برخورد با یک موتورسوار، با او درگیر می‌شود و بیماری قلبی پروانه بر اثر هیجان عود می‌کند. پروانه در خانه بستری می‌شود و دیگر مایل به دیدن فرهاد نیست. در حالی که فرهاد گمان می‌کند یزدان مانع دیدار آن دو شده‌است، و به همین دلیل با اتومبیلش یزدان و دو دوست موتورسوارش را آزار می‌دهد. فرهاد سرانجام به خانه پروانه راه پیدا می‌کند. روبرو شدن او با پروانه، به شدت یافتن مجدد بیماری وی منجر می‌شود. یزدان به اصرار پروانه به بیمارستان می‌رود و ملاقات دوباره آنها به ازدواج می‌انجامد. زوج جوان درحالی به ماه عسل می‌روند که نمی‌دانند ترکش در مغز یزدان زودتر به حرکت درخواهد آمد، یا این که قلب پروانه که با باتری کار می‌کند زودتر از کار خواهد ایستاد.

## بازیگران
| بازیگر          | نقش    |
| ابوالفضل پورعرب | یزدان  |
| ماهایا پطروسیان | پروانه |
| نیکو خردمند     | بهجت   |
| مسعود ولدبیگی   | کرامت  |
| هما خاکپاش      | زهرا   |
| بهزاد خداویسی   | فرهاد  |
| حسن اسدی        | رحیم   |
| پرویز شفیع‌زاده  | دکتر   |
| زهرا مرتضوی     | نرگس   |